# Associazione Sportiva Roma 1948-1949
Questa voce raccoglie le informazioni riguardanti l'Associazione Sportiva Roma nelle competizioni ufficiali della stagione 1948-1949.

## Stagione
L'evento più significativo di questa annata è certamente la discussa cessione del cannoniere Amedeo Amadei all'Inter, resa necessaria dalla forte crisi finanziaria in cui la Roma si trova. Dopo aver sfiorato la retrocessione, con la squadra giunta al quattordicesimo posto in classifica, il presidente Pietro Baldassarre decide di dimettersi e a fine stagione gli subentra Pier Carlo Restagno.
Il 20 marzo, durante lo svolgimento della 29ª giornata, nell'apprendere che la sua Roma sta perdendo, muore colpito da infarto Italo Foschi, primo storico presidente della squadra capitolina. In occasione della partita successiva con la Fiorentina la Roma si presenta col lutto al braccio.

## Divise
La divisa primaria è costituita da maglia rossa con collo a V giallo, pantaloncini bianchi, calze rosse bordate di giallo; in trasferta viene usata una maglia bianca con colletto a polo, pantaloncini bianchi e calzettoni rossi bordati di giallo. Viene usata in alcune occasioni un'altra divisa nelle trasferte, costituita da maglia verde con colletto e bordi manica giallorossi, pantaloncini bianchi e calze nere con banda giallorossa orizzontale. I portieri hanno due divise: una costituita da maglia grigia, calzoncini neri e calze rosse bordate di giallo, una formata da maglia grigia con colletto a polo giallorosso, pantaloncini azzurri e calze rosse bordate di giallo.
| Casa | Trasferta | Terza divisa | 1ª div. portiere | 2ª div. portiere |

## Organigramma societario
Di seguito l'organigramma societario.
Area direttiva
- Presidente: Pietro Baldassarre, poi dal 20 giugno 1949 Pier Carlo Restagno

Area tecnica
- Allenatore: Luigi Brunella

## Rosa
Di seguito la rosa.
| N. |                   | Ruolo | Calciatore                 |
| -- | ----------------- | ----- | -------------------------- |
|    | Italia (bandiera) | P     | Luigi Albani               |
|    | Italia (bandiera) | P     | Fosco Risorti              |
|    | Italia (bandiera) | P     | Pietro Benedetti           |
|    | Italia (bandiera) | D     | Sergio Andreoli (capitano) |
|    | Italia (bandiera) | D     | Corrado Contin             |
|    | Italia (bandiera) | D     | Alessandro Ferri           |
|    | Italia (bandiera) | D     | Francesco Frasi            |
|    | Italia (bandiera) | D     | Aldo Nardi                 |
|    | Italia (bandiera) | D     | Sandro Puppo               |
|    | Italia (bandiera) | C     | Gianfranco Dell'Innocenti  |
|    | Italia (bandiera) | C     | Oscar Lini                 |

| N. |                      | Ruolo | Calciatore         |
| -- | -------------------- | ----- | ------------------ |
|    | Italia (bandiera)    | C     | Tommaso Maestrelli |
|    | Argentina (bandiera) | C     | Vicente Di Paola   |
|    | Argentina (bandiera) | C     | José Valle         |
|    | Italia (bandiera)    | C     | Arcadio Venturi    |
|    | Ungheria (bandiera)  | C     | Gyula Zsengellér   |
|    | Italia (bandiera)    | A     | Vittorio Cristini  |
|    | Italia (bandiera)    | A     | Omero Losi         |
|    | Italia (bandiera)    | A     | Ermanno Palmieri   |
|    | Argentina (bandiera) | A     | Bruno Pesaola      |
|    | Romania (bandiera)   | A     | Florian Radu       |
|    | Italia (bandiera)    | A     | Mario Tontodonati  |

## Calciomercato
Di seguito il calciomercato.
| Acquisti | Acquisti            | Acquisti        | Acquisti      |
| R.       | Nome                | da              | Modalità      |
| -------- | ------------------- | --------------- | ------------- |
| P        | Luigi Albani        | Ostiense        | definitivo    |
| D        | Alessandro Ferri    | Lazio           | definitivo    |
| C        | Oscar Lini          | ?               | ?             |
| C        | Tommaso Maestrelli  | Bari            | definitivo    |
| C        | Arcadio Venturi     | Vignolese       | definitivo    |
| A        | Vittorio Cristini   | Sora            | definitivo    |
| A        | Ermanno Palmieri    | Civitavecchiese | definitivo    |
| A        | Florian Radu        | Rapid Bucarest  | definitivo    |
| A        | Goffredo Stabellini | Parma           | fine prestito |
| A        | Mario Tontodonati   | Bari            | definitivo    |

| Cessioni | Cessioni            | Cessioni  | Cessioni      |
| R.       | Nome                | a         | Modalità      |
| -------- | ------------------- | --------- | ------------- |
| P        | Cesare Francalancia | -         | fine carriera |
| D        | Luigi Brunella      | -         | fine carriera |
| D        | Onofrio Fusco       | Atalanta  | definitivo    |
| D        | Aldo Riva           | Cremonese | definitivo    |
| D        | Enrico Schiavetti   | -         | fine carriera |
| C        | Aldo Curti          | ?         | definitivo    |
| C        | Paolo Jacobini      | Napoli    | definitivo    |
| A        | Amedeo Amadei       | Inter     | definitivo    |
| A        | Stefano Ferrari     | Seregno   | definitivo    |
| A        | Goffredo Stabellini | Lecce     | definitivo    |
| A        | Oliviero Zega       | Catania   | definitivo    |

## Risultati

### Serie A

#### Girone di andata
| Arbitro: | Marchetti (Milano) |

|           |           |                            |
| Taiti 21’ | Marcatori | 9’ Tontodonati 85’ Pesaola |

| Arbitro: | Zilli (Reggio Emilia) |

|                                                 |           |                         |
| Tontodonati 10’, 68’ Maestrelli 22’ Pesaola 40’ | Marcatori | 48’ Ispiro 69’ Tosolini |

| Arbitro: | Galeati (Bologna) |

|                                      |           |  |
| Gabetto 4’, 68’ Menti 32’ Ossola 89’ | Marcatori |  |

| Arbitro: | Canavesio (Torino) |

|            |           |                         |
| Pesaola 3’ | Marcatori | 4’ Degano 34’ Puricelli |

| Arbitro: | Camiolo (Milano) |

|          |           |             |
| Losi 41’ | Marcatori | 83’ Magrini |

| Arbitro: | Pieri (Trieste) |

|  |           |                                           |
|  | Marcatori | 17’, 34’ Venturi 19’ Losi 23’ Tontodonati |

| Arbitro: | Silvano (Torino) |

|           |           |  |
| Valle 37’ | Marcatori |  |

| Arbitro: | Boffardi (Genova) |

|                           |           |                   |
| Sentimenti 52’ Fabbri 83’ | Marcatori | 85’, 90’ Andreoli |

| Arbitro: | Poggipollini (Ferrara) |

|                                             |           |  |
| Venturi 50’ Maestrelli 53’, 83’ Pesaola 90’ | Marcatori |  |

| Arbitro: | Bellè (Venezia) |

|                                    |           |                                             |
| Tontodonati 75’ (rig.) Pesaola 82’ | Marcatori | 6’ Rebuzzi 25’, 45’ (rig.) Bassetto 70’ Gei |

| Arbitro: | Pieri (Trieste) |

|                                 |           |                         |
| Pandolfini 15’, 26’ Galassi 22’ | Marcatori | 90+1’ Vittorio Cristini |

| Arbitro: | Agnolin (Bassano del Grappa) |

|             |           |  |
| Pesaola 40’ | Marcatori |  |

| Arbitro: | Silvano (Torino) |

|                      |           |          |
| Conti 15’ Chawko 50’ | Marcatori | 76’ Losi |

| Arbitro: | Marchetti (Milano) |

|  |           |                   |
|  | Marcatori | 51’, 78’ Grillone |

| Arbitro: | Longagnani (Modena) |

|                                                |           |           |
| Valle 20’ Andreoli 68’ Losi 76’ Maestrelli 84’ | Marcatori | 17’ Piola |

| Arbitro: | Massai (Pisa) |

|              |           |             |
| Candiani 41’ | Marcatori | 17’ Venturi |

| Torino 26 dicembre 1948 17ª giornata | Juventus        | 0 – 0 referto | Roma | Stadio Comunale (7.000 circa spett.)\| Arbitro: \| Scotto (Savona) \| |
| Arbitro:                             | Scotto (Savona) |               |      |                                                                       |

| Arbitro: | Poggipollini (Ferrara) |

|                 |           |  |
| Tontodonati 14’ | Marcatori |  |

| Arbitro: | Camiolo (Milano) |

|                                          |           |             |
| Fabian 51’, 61’ Conti 70’, 77’ Bacci 85’ | Marcatori | 90’ Pesaola |

#### Girone di ritorno
| Arbitro: | Cicardi (Lecco) |

|          |           |            |
| Losi 90’ | Marcatori | 78’ Sarosi |

| Arbitro: | Galeati (Bologna) |

|                         |           |  |
| Ispiro 18’ Rossetti 32’ | Marcatori |  |

| Arbitro: | Tassini (Verona) |

|                     |           |                         |
| Andreoli 50’ (rig.) | Marcatori | 54’ Mazzola 61’ Gabetto |

| Arbitro: | Pieri (Trieste) |

|                                    |           |  |
| Annovazzi 10’ Sloan 24’ Burini 89’ | Marcatori |  |

| Roma 6 febbraio 1949, ore 15:00 24ª giornata | Lazio             | 0 – 0 referto | Roma | Stadio Nazionale (35.000 circa spett.)\| Arbitro: \| Bertolio (Torino) \| |
| Arbitro:                                     | Bertolio (Torino) |               |      |                                                                           |

| Bari 13 febbraio 1949 25ª giornata | Roma           | 0 – 0 referto | Bari | Stadio della Vittoria (18.000 circa spett.)\| Arbitro: \| Savio (Torino) \| |
| Arbitro:                           | Savio (Torino) |               |      |                                                                             |

| Arbitro: | Canavesio (Torino) |

|               |           |  |
| Formentin 33’ | Marcatori |  |

| Arbitro: | Silvano (Torino) |

|                      |           |             |
| Tontodonati 48’, 65’ | Marcatori | 20’ Bertoni |

| Arbitro: | Pieri (Trieste) |

|                             |           |           |
| Lovagnini 19’ Stradella 86’ | Marcatori | 23’ Ferri |

| Arbitro: | Corallo (Lecce) |

|                           |           |  |
| Prunecchi 15’ Baldini 77’ | Marcatori |  |

| Arbitro: | Cicardi (Lecco) |

|                |           |             |
| Zsengellér 67’ | Marcatori | 15’ Zanolla |

| Arbitro: | Scotto (Savona) |

|             |           |  |
| Achilli 84’ | Marcatori |  |

| Arbitro: | Valsecchi (Milano) |

|                              |           |                           |
| Tontodonati 3’, 46’ Losi 55’ | Marcatori | 59’ De Santis 75’ Marzani |

| Arbitro: | Massai (Pisa) |

|                              |           |  |
| Ferri 17’ (aut.) Novello 28’ | Marcatori |  |

| Arbitro: | Galeati (Bologna) |

|                      |           |          |
| Piola 47’ Renica 77’ | Marcatori | 11’ Radu |

| Arbitro: | Bellè (Venezia) |

|                                            |           |             |
| Radu 7’ (rig.) Tontodonati 10’ Venturi 54’ | Marcatori | 67’ Turconi |

| Arbitro: | Cicardi (Lecco) |

|  |           |             |
|  | Marcatori | 61’ Manente |

| Arbitro: | Bellè (Venezia) |

|                               |           |  |
| Cominelli 8’, 60’ Cecconi 77’ | Marcatori |  |

| Arbitro: | Pieri (Trieste) |

|                                          |           |  |
| Andreoli 11’ Pesaola 13’ Tontodonati 43’ | Marcatori |  |

## Statistiche

### Statistiche di squadra
Di seguito le statistiche di squadra.
| Competizione | Punti | In casa | In casa | In casa | In casa | In casa | In casa | In trasferta | In trasferta | In trasferta | In trasferta | In trasferta | In trasferta | Totale | Totale | Totale | Totale | Totale | Totale | DR  |
| Competizione | Punti | G       | V       | N       | P       | Gf      | Gs      | G            | V            | N            | P            | Gf           | Gs           | G      | V      | N      | P      | Gf     | Gs     | DR  |
| ------------ | ----- | ------- | ------- | ------- | ------- | ------- | ------- | ------------ | ------------ | ------------ | ------------ | ------------ | ------------ | ------ | ------ | ------ | ------ | ------ | ------ | --- |
| Serie A      | 32    | 19      | 10      | 4       | 5       | 33      | 21      | 19           | 2            | 4            | 13           | 14           | 36           | 38     | 12     | 8      | 18     | 47     | 57     | -10 |
| Totale       | -     | 19      | 10      | 4       | 5       | 33      | 21      | 19           | 2            | 4            | 13           | 14           | 36           | 38     | 12     | 8      | 18     | 47     | 57     | -10 |

### Andamento in campionato
| Giornata  | 1 | 2 | 3 | 4 | 5 | 6 | 7 | 8 | 9 | 10 | 11 | 12 | 13 | 14 | 15 | 16 | 17 | 18 | 19 | 20 | 21 | 22 | 23 | 24 | 25 | 26 | 27 | 28 | 29 | 30 | 31 | 32 | 33 | 34 | 35 | 36 | 37 | 38 |
| --------- | - | - | - | - | - | - | - | - | - | -- | -- | -- | -- | -- | -- | -- | -- | -- | -- | -- | -- | -- | -- | -- | -- | -- | -- | -- | -- | -- | -- | -- | -- | -- | -- | -- | -- | -- |
| Luogo     | T | C | T | C | C | T | C | T | C | C  | T  | C  | T  | C  | C  | T  | T  | C  | T  | C  | T  | C  | T  | T  | C  | T  | C  | T  | T  | C  | T  | C  | T  | T  | C  | C  | T  | C  |
| Risultato | V | V | P | P | N | V | V | N | V | P  | P  | V  | P  | P  | V  | N  | N  | V  | P  | N  | P  | P  | P  | N  | N  | P  | V  | P  | P  | N  | P  | V  | P  | P  | V  | P  | P  | V  |
| Posizione | 1 | 1 | 5 | 9 | 9 | 8 | 4 | 5 | 4 | 5  | 9  | 5  | 9  | 10 | 9  | 8  | 7  | 7  | 7  | 9  | 10 | 12 | 13 | 13 | 13 | 13 | 13 | 13 | 13 | 13 | 14 | 13 | 15 | 15 | 13 | 14 | 14 | 14 |

Legenda:

Luogo: C = Casa; T = Trasferta. Risultato: V = Vittoria; N = Pareggio; P = Sconfitta.

### Statistiche dei giocatori
Desunte dalle testate giornalistiche dell'epoca.
| Giocatore         | Serie A  | Serie A |
| Giocatore         | Presenze | Reti    |
| ----------------- | -------- | ------- |
| L. Albani         | 10       | -13     |
| P. Benedetti      | 0        | -0      |
| F. Risorti        | 28       | -44     |
| S. Andreoli       | 36       | 5       |
| C. Contin         | 35       | 0       |
| A. Ferri          | 30       | 1       |
| F. Frasi          | 2        | 0       |
| A. Nardi          | 1        | 0       |
| S. Puppo          | 1        | 0       |
| G. Dell'Innocenti | 38       | 0       |
| O. Lini           | 1        | 0       |
| T. Maestrelli     | 29       | 4       |
| V. Di Paola       | 15       | 0       |
| J. Valle          | 37       | 2       |
| A. Venturi        | 34       | 5       |
| G. Zsengellér     | 6        | 1       |
| V. Cristini       | 5        | 1       |
| O. Losi           | 33       | 6       |
| E. Palmieri       | 1        | 0       |
| B. Pesaola        | 35       | 8       |
| F. Radu           | 5        | 2       |
| M. Tontodonati    | 36       | 12      |

### Videografia
- Manuela Romano (a cura di), La storia della A.S. Roma (10 DVD-Video), Corriere dello Sport, Rai Trade, 2006.